# Protestes universitàries al Japó, 1968-1969
Les protestes universitàries a diverses universitats japoneses van obligar finalment a tancar els campus a tot el Japó. Conegut com daigaku funsō (大学紛争, lit. 'problemes universitaris')  o daigaku tōsō (大学闘争, 'lluites universitàries'),  les protestes van formar part del cicle de protestes mundial el 1968  i el cicle de protestes japoneses de finals dels anys 60, incloses les protestes de l'Anpo de 1970  i la lluita contra la construcció de l'aeroport de Narita Els estudiants es van manifestar inicialment contra els problemes pràctics a les universitats i finalment van formar el Zenkyōtō a mitjans de 1968 per organitzar-se. La Llei de mesures temporals relatives a la gestió universitària va permetre la dispersió dels manifestants el 1969.

## Origen
Inicialment, es van organitzar manifestacions per protestar contra les pràctiques no remunerades a la Facultat de Medicina de la Universitat de Tòquio. A partir d'anys d'organització i protesta estudiantil, les organitzacions estudiantils de la Nova Esquerra van començar a ocupar edificis al voltant del campus. L'altre campus principal on es van originar les protestes va ser la Universitat Nihon.
Van començar amb el descontentament dels estudiants per la suposada corrupció al consell d'administració de la universitat. A Nihon, les protestes van ser impulsades menys per la ideologia i més pel pragmatisme a causa del caràcter tradicional i conservador de la universitat. El moviment es va estendre a altres universitats japoneses, escalant-se en violència tant al campus com als carrers. A finals de 1968, en el zenit del moviment, milers d'estudiants van entrar a l'estació de tren més concorreguda de Tòquio, Shinjuku i es van amotinar.
Les lluites entre faccions (uchi-geba ,内ゲバ)   era rampant entre aquests estudiants. El gener de 1969, la policia va assetjar la Universitat de Tòquio i hi va acabar amb les protestes, provocant un renovat fervor dels estudiants d'altres universitats, on les protestes van continuar. Tanmateix, a mesura que va caure el suport públic als estudiants i la policia va augmentar els seus esforços per aturar les protestes, el moviment va disminuir.
L'aprovació de la Llei de mesures temporals relatives a la gestió universitària de 1969 va donar a la policia la base legal per aplicar mesures més contundents, tot i que escissions dels grups de la Nova Esquerra, com l'Exèrcit Roig Unit, van continuar la seva violència fins als anys setanta.

## Filosofia
Els estudiants es van inspirar ideològicament en les obres de teòrics marxistes com Karl Marx i Leon Trotsky, filòsofs existencialistes francesos com Jean-Paul Sartre i Albert Camus, i la filosofia pròpia del poeta i crític japonès Takaaki Yoshimoto. La interpretació de Yoshimoto de "autonomia" (jiritsusei ) i "subjectivitat" (shutaisei ) es basava en la seva crítica a les interpretacions liberals progressistes d'aquestes idees per part d'altres intel·lectuals japonesos com Masao Maruyama, a qui va denunciar com a hipòcrita.  La devoció dels estudiants a Shuaisei en particular conduiria en última instància a la desintegració del seu moviment, ja que es van centrar cada cop més en l'"autonegació" (jiko hitei ) i "l'autocrítica" (hansei).

## Repercussions
Els problemes universitaris van ajudar a l'aparició del moviment d'alliberament de les dones de Mitsu Tanaka (Ūman Ribu). Si bé la majoria de les disputes s'havien resolt als anys 70 i molts dels estudiants s'havien reintegrat a la societat japonesa, les idees de les protestes van entrar a l'esfera cultural, inspirant escriptors com Haruki Murakami i Ryū Murakami . Les reivindicacions polítiques dels estudiants van fer de la reforma educativa una prioritat per al govern japonès, que va intentar abordar a través d'organitzacions com el Consell Central d'Educació . Les protestes han estat objecte de mitjans populars moderns, com ara la pel·lícula de 2007 de Kōji Wakamatsu United Red Army.